# Marco Stiepermann
Marco Stiepermann (Dortmund, 9 febbraio 1991) è un calciatore tedesco, centrocampista dell'ASC Dortmund.

## Carriera

### Club
Proveniente dalle sue giovanili, debutta con il Borussia Dortmund nel 2009, in Wolfsburg-Borussia 1-3.

### Nazionale
Conta numerose presenze con le nazionali giovanili tedesche.

## Palmarès

### Club

#### Competizioni nazionali
- Campionato tedesco: 1

Borussia Dortmund: 2010-2011
- Football League Championship: 2

Norwich City: 2018-2019, 2020-2021